# Orgilus dubius
Orgilus dubius är en stekelart som beskrevs av Taeger 1989. Orgilus dubius ingår i släktet Orgilus och familjen bracksteklar. Inga underarter finns listade i Catalogue of Life.